# Alfonso Badini Confalonieri

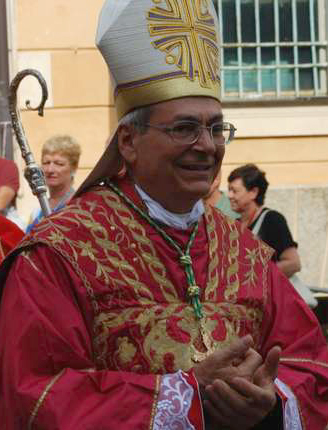
Bischof Alfonso Badini Confalonieri (um 2010)

Bischofswappen

Alfonso Badini Confalonieri (* 1. August 1944 in Valenza) ist ein italienischer Geistlicher und emeritierter römisch-katholischer Bischof von Susa.

## Leben
Alfonso Badini Confalonieri empfing am 29. Juni 1978 die Priesterweihe.
Papst Johannes Paul II. ernannte ihn am 13. Dezember 2000 zum Bischof von Susa. Kardinalstaatssekretär Angelo Sodano spendete ihm am 31. Januar des nächsten Jahres die Bischofsweihe; Mitkonsekratoren waren die Kurienerzbischöfe Agostino Cacciavillan, Pro-Präfekt der Güterverwaltung des Apostolischen Stuhls, und Francesco Monterisi, Sekretär der Kongregation für die Bischöfe und des Kardinalskollegiums.
Papst Franziskus nahm am 12. Oktober 2019 seinen altersbedingten Rücktritt an.